# MMPIP
MMPIP é uma droga usada em pesquisas científicas que atua como um antagonista seletivo no subtipo mGluR7 do receptor metabotrópico de glutamato. O subtipo mGluR7 parece estar envolvido na resposta do cérebro aos estímulos da cocaína.